# Zimowe Igrzyska Paraolimpijskie 2010
X Zimowe Igrzyska Paraolimpijskie odbyły się w Vancouver w Kanadzie w dniach 12 – 21 marca 2010. Były to pierwsze zimowe igrzyska paraolimpijskie rozgrywane w Kanadzie, a po raz drugi w Ameryce Północnej. Główna wioska olimpijska i zawody górskie miały miejsce na terenach olimpijskich w Whistler.
W trakcie paraolimpiady zostały rozdane 64 komplety medali.

## Dyscypliny
- Biathlon (12)
- Biegi narciarskie (20)
- Curling na wózkach (1)
- Hokej na lodzie na siedząco (1)
- Narciarstwo alpejskie (30)

## Obiekty

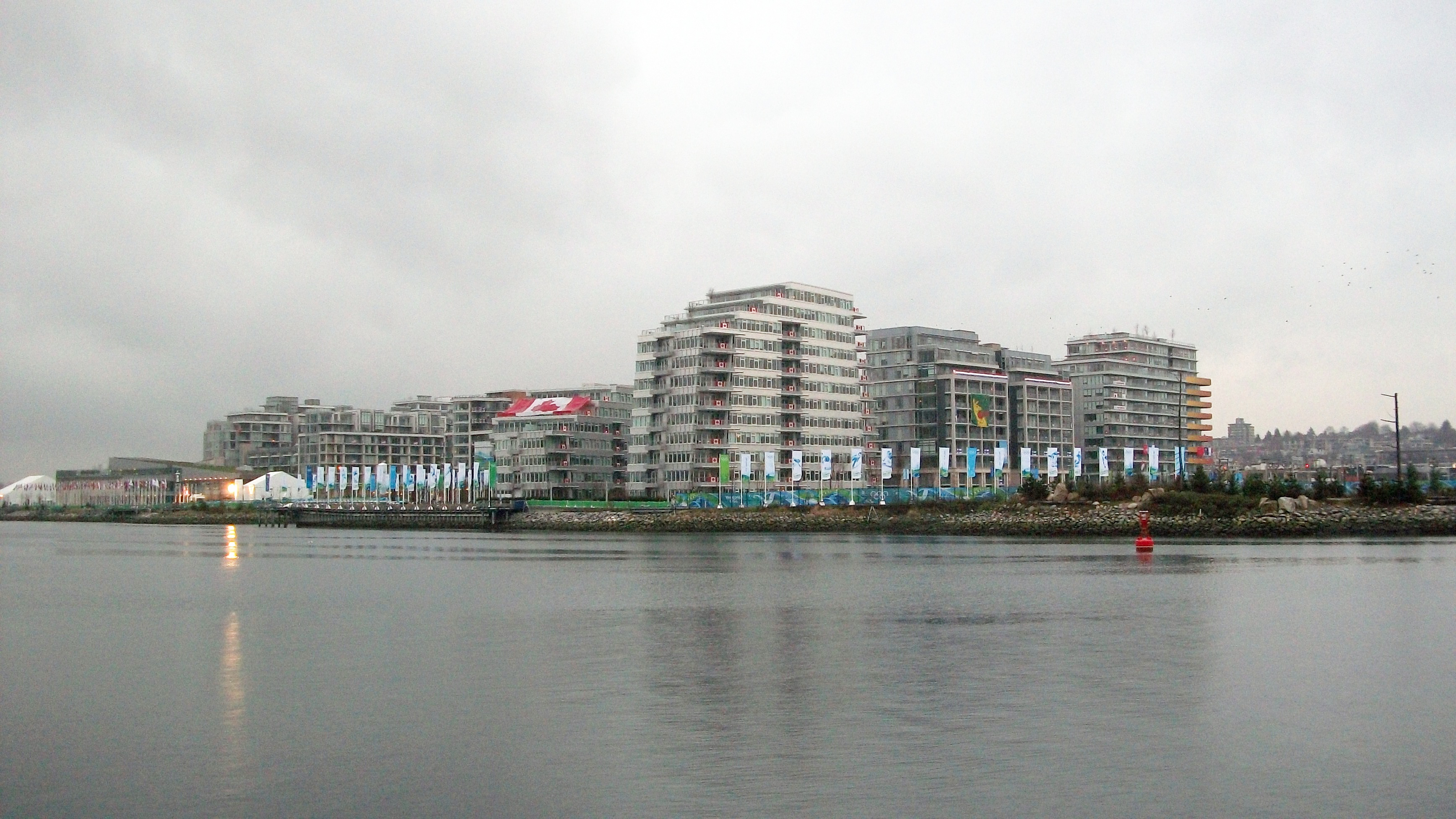
Wioska w Vancouver

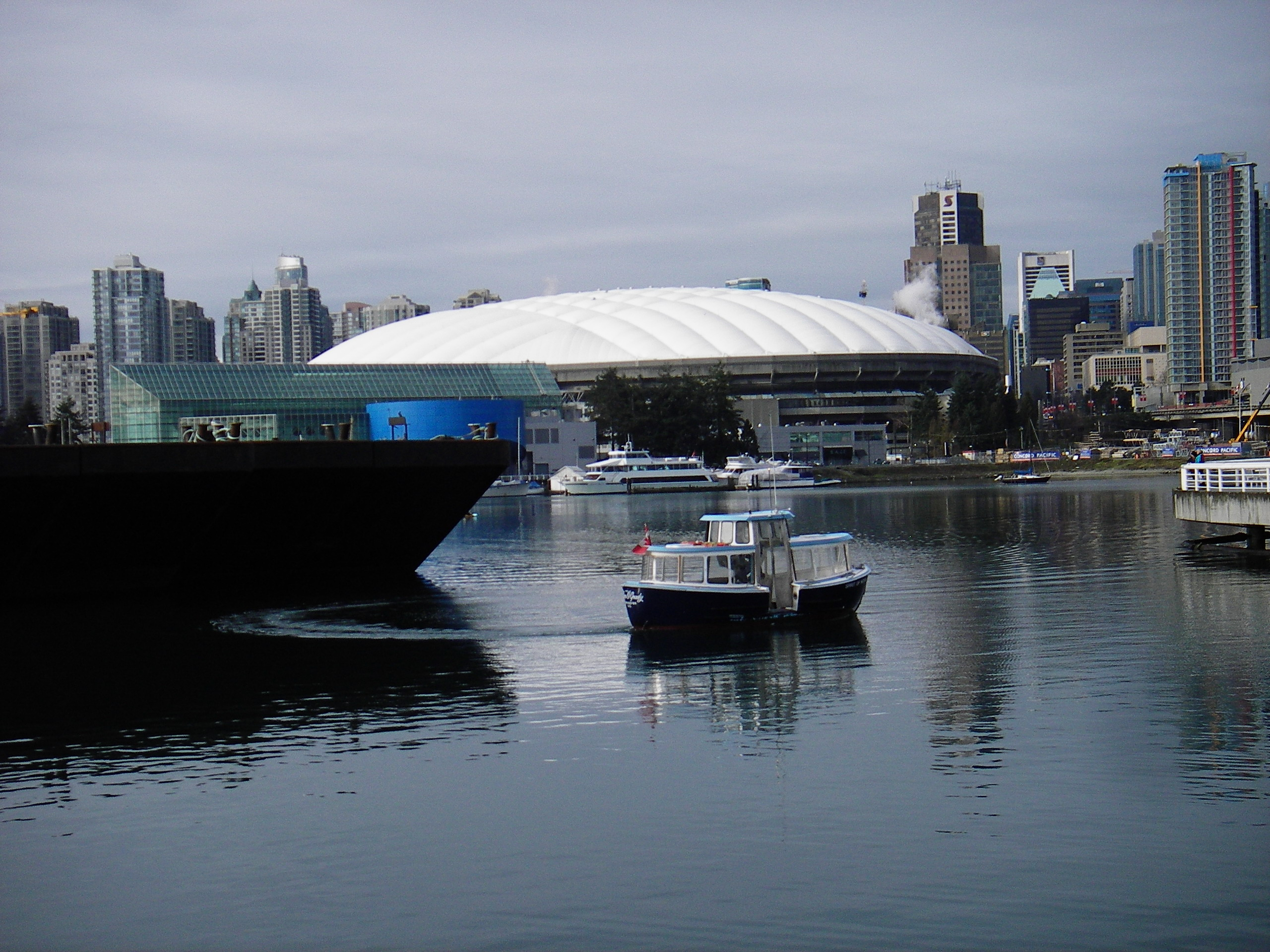
BC Place Stadium

| Miasto    | Obiekt                    | Konkurencje/Wydarzenia                 |
| Vancouver | BC Place Stadium          | Ceremonia otwarcia                     |
| Vancouver | UBC Winter Sports Centre  | Hokej na lodzie                        |
| Vancouver | Vancouver Olympic Centre  | Curling                                |
| Vancouver | Wioska paraolimpijska     | Wioska paraolimpijska                  |
| Whistler  | Wioska paraolimpijska     | Wioska paraolimpijska                  |
| Whistler  | Whistler Creekside        | Narciarstwo alpejskie                  |
| Whistler  | Whistler Olympic Park     | Biathlon, Biegi narciarskie            |
| Whistler  | Whistler Celebration Site | Wręczanie medali, ceremonia zamknięcia |

## Kraje uczestniczące w Zimowych Igrzyskach Paraolimpijskich 2010

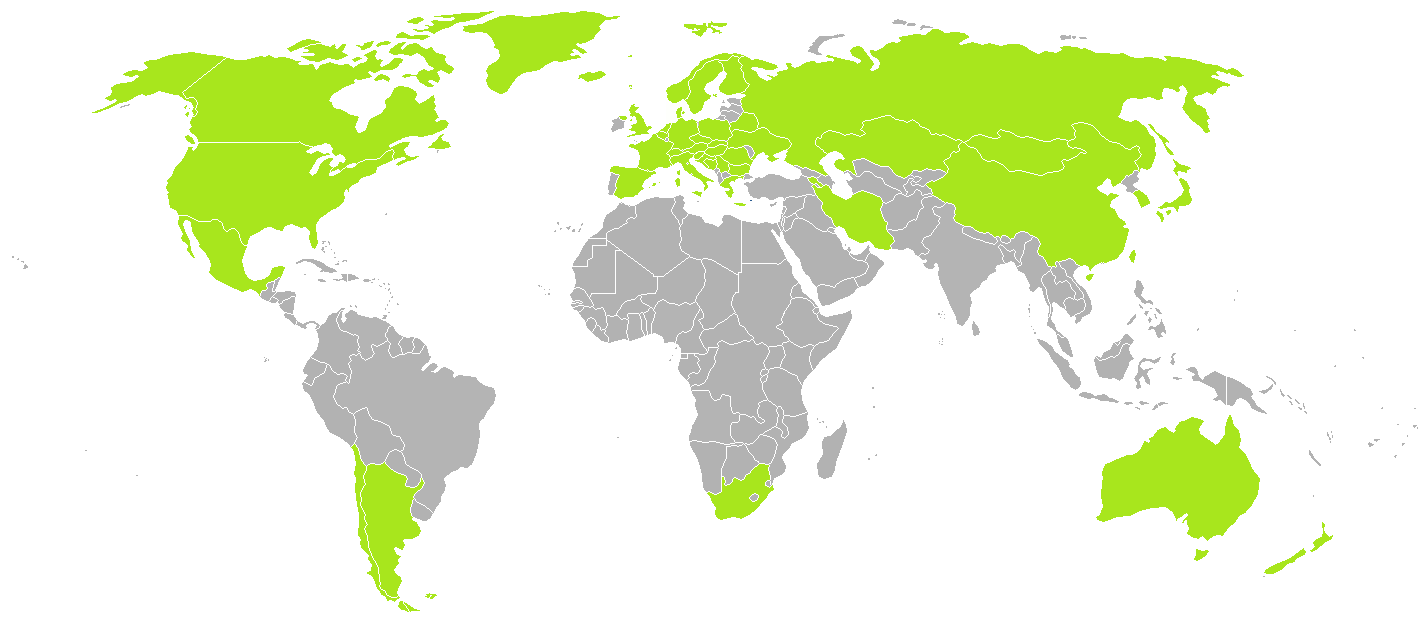
Państwa uczestniczące w X ZIP

W igrzyskach w Vancouver wystartowały czterdzieści cztery państwa:
| - Andora (2) - Argentyna (2) - Armenia (2) - Australia (14) - Austria (19) - Belgia (1) - Białoruś (9) - Bośnia i Hercegowina (1) - Bułgaria (3) - Chile (2) - Chiny (7) | - Chorwacja (4) - Czechy (19) - Dania (2) - Finlandia (5) - Francja (21) - Grecja (2) - Holandia (1) - Hiszpania (5) - Iran (1) - Islandia (1) - Japonia (42) | - Kanada (46) - Kazachstan (1) - Korea Południowa (25) - Meksyk (2) - Mongolia (2) - Niemcy (20) - Norwegia (27) - Nowa Zelandia (2) - Polska (12) - Południowa Afryka (1) - Rosja (32) | - Rumunia (1) - Serbia (1) - Słowacja (13) - Słowenia (1) - Stany Zjednoczone (50) - Szwajcaria (15) - Szwecja (24) - Ukraina (19) - Węgry (2) - Wielka Brytania (12) - Włochy (35) |

Państwa, które wystawiły reprezentację przed czterema laty, a nie wysłały tym razem kadry:
- Łotwa

## Symbole

### Maskotka
Oficjalną maskotką Zimowych Igrzysk Paraolimpijskich 2010 był Sumi.

### Slogan
Sloganem igrzysk w Vancouver w 2010 roku było: "With glowing hearts Des plus brillants exploits".

## Terminarz
| Dyscyplina            | 12.03 | 13.03 | 14.03 | 15.03 | 16.03 | 17.03 | 18.03 | 19.03 | 20.03 | 21.03 |
| --------------------- | ----- | ----- | ----- | ----- | ----- | ----- | ----- | ----- | ----- | ----- |
| Ceremonia             | ●     |       |       |       |       |       |       |       |       | ●     |
| Biathlon              |       | ●     |       |       |       | ●     |       |       |       |       |
| Biegi narciarskie     |       |       | ●     | ●     |       |       | ●     |       | ●     | ●     |
| Curling               |       |       |       |       |       |       |       |       | ●     |       |
| Hokej na lodzie       |       |       |       |       |       |       |       |       | ●     |       |
| Narciarstwo alpejskie |       | ●     | ●     | ●     | ●     |       | ●     | ●     | ●     | ●     |
| Złote medale          | -     | 12    | 4     | 8     | 6     | 6     | 8     | 4     | 6     | 8     |

## Organizacja

### Ceny biletów
- 30 $ - 175 $ (ceremonia otwarcia)
- 15 $ (narciarstwo alpejskie)
- 15 $ (biathlon)
- 15 $ (biegi narciarskie)

### Nadawcy telewizyjni
Mecze hokeja oraz ceremonie otwarcia i zamknięcia w Kanadzie transmitowała telewizja CIVT-TV.
W Europie zawody można było oglądać w brytyjskiej BBC, we francuskiej France Télévisions, włoskiej Sky Sport (Sky Italia) oraz w ogólnodostępnej na całą Europę telewizji Eurosport.
Ceremonie otwarcia i zamknięcia, zawody na żywo i ich retransmisje oraz powtórki można było oglądać za darmo poprzez telewizję internetową Paralympic Sport TV (paralympicsport.tv), która jest własnością Międzynarodowego Komitetu Paraolimpijskiego.

## Sztafeta paraolimpijska
Rozpoczęła się trzy dni po zakończeniu igrzysk olimpijskich – 3 marca. Trwać będzie 10 dni i zatrzyma się w 10 miejscach: kolejno w Ottawie, Québecu, Toronto, Victoria, Squamish, Whistler, Lytton, Vancouver (Riley Park), Vancouver (UBC), Vancouver (24 godziny na przedmieściach), aż dotrze do BC Place Stadium o godzinie 18:00, 12 marca.

## Klasyfikacja medalowa
| Klasyfikacja medalowa |                   |       |        |      |       |
| Lp.                   | Państwo           | złoto | srebro | brąz | razem |
| 1                     | Niemcy            | 13    | 5      | 6    | 24    |
| 2                     | Rosja             | 12    | 16     | 10   | 38    |
| 3                     | Kanada            | 10    | 5      | 4    | 19    |
| 4                     | Słowacja          | 6     | 2      | 3    | 11    |
| 5                     | Ukraina           | 5     | 8      | 6    | 19    |
| 6                     | Stany Zjednoczone | 4     | 5      | 4    | 13    |
| 7                     | Austria           | 3     | 4      | 4    | 11    |
| 8                     | Japonia           | 3     | 3      | 5    | 11    |
| 9                     | Białoruś          | 2     | 0      | 7    | 9     |
| 10                    | Francja           | 1     | 4      | 1    | 6     |
|                       |                   |       |        |      |       |
| 20                    | Polska            | 0     | 0      | 1    | 1     |